# Гребневая регрессия
Гребневая регрессия — это метод оценки коэффициентов регрессионной модели в случае, когда независимые переменные имеют высокие значения корреляции. Данный метод используется в сфере эконометрики, химии и инженерии. Также известна под именем регуляризация Тихонова. Метод часто полезен для уменьшения влияния мультиколлинеарности в линейной регрессии, которая часто возникает в случае моделей с большим числом параметров.
Гребневая регрессия была разработана как возможное решение неточности метода наименьших квадратов, когда модель линейной регрессии имеет высоко коррелированые независимые переменные. Это реализуется с помощью добавления оценщика гребневой регрессии. Это обеспечивает более точную оценку параметров модели, так как её дисперсия и оценщик средних квадратов обычно меньше, чем оценщик наименьших квадратов упомянутый выше.